# Bahn TV
Bahn TV was een Duitse commerciële Televisiezender van de Deutsche Bahn met programma's over spoor- en tramwegen.
De zender werd in 2001 opgericht ten behoeve van de medewerkers van de Deutsche Bahn. Vanaf 2005 waren de uitzendingen door iedereen te ontvangen via satelliet. Een specialiteit van Bahn TV waren de ongemonteerde opnamen vanuit rijdende treinen. In 2008 is met de uitzendingen via satelliet gestopt.
Bahn tv was nog tot en met 31 december 2010 via internet te zien inclusief ongemonteerde beelden vanuit rijdende treinen.